# Oliver McBurnie
Oliver Robert McBurnie (Leeds, 4 juni 1996) is een Engels professioneel voetballer met de Schotse nationaliteit die als aanvaller speelt. Hij tekende in juli 2024 een contract tot medio 2027 bij UD Las Palmas, dat hem transfervrij overnam nadat eerder zijn contract bij Sheffield United was verlopen. In 2018 debuteerde hij in het Schots voetbalelftal.

## Clubcarrière
McBurnie speelde in de jeugd van Bradford City, waarvoor hij op 1 december 2013 debuteerde in het eerste elftal, in een competitiewedstrijd tegen Oldham Athletic. Hij kwam één minuut voor tijd het veld in. Vier weken later begon hij voor het eerst in de basis. Hij speelde 73 minuten. Bradford verhuurde McBurnie in januari 2015 voor een maand aan Chester, op dat moment uitkomend op het vijfde niveau van Engeland. Hij werd echter op 20 februari 2015 teruggehaald omdat Bradford kampte met veel geblesseerde spelers. Voor de ontwikkeling van McBurnie werd besloten hem op 6 maart 2015 opnieuw aan Chester te verhuren.
McBurnie tekende in juli 2015 tekende hij een contract tot medio 2018 bij Swansea City. Hiervoor maakte hij op 23 augustus 2016 zijn debuut, in een wedstrijd in het toernooi om de League Cup, tegen Peterborough United (1−3 winst). Hij gaf de assist voor de 0−1 en maakte zelf de 0−2 en de 0−3. In het seizoen 2018/19 brak hij door bij Swansea City; hij maakte 22 doelpunten in 42 wedstrijden in de Championship. Het leverde hem in augustus 2019 een transfer op naar het dan net naar de Premier League gepromoveerde Sheffield United, dat 19,10 miljoen voor hem betaalde. Hij eindigde het seizoen 2019/20 als gedeeld topscorer van Sheffield United, samen met Lys Mousset (6 goals). Op 26 augustus 2022 scoorde hij zijn eerste competitiedoelpunt in 43 wedstrijden (sinds december 2020), en zijn eerste in welke competitie dan ook gedurende 11 maanden, waarmee hij de gelijkmaker scoorde in een 1-1 gelijkspel uit bij Luton Town. Hij sloot het seizoen 2022/23 af met 15 doelpunten in alle competities en promoveerde met Sheffield United terug naar de Premier League.  Medio 2024 werd het aflopende contract van de Schot niet verlengt.
Op 25 juli 2024 tekende McBurnie een contract voor drie seizoenen bij UD Las Palmas uit La Liga.

## Clubstatistieken
| Seizoen     | Club             | Competitie      | Competitie | Competitie | Competitie | Beker | Beker | Beker | Internationaal | Internationaal | Internationaal | Totaal | Totaal | Totaal |
| Seizoen     | Club             | Competitie      | Wed.       | Dlp.       | Ass.       | Wed.  | Dlp.  | Ass.  | Wed.           | Dlp.           | Ass.           | Wed.   | Dlp.   | Ass.   |
| ----------- | ---------------- | --------------- | ---------- | ---------- | ---------- | ----- | ----- | ----- | -------------- | -------------- | -------------- | ------ | ------ | ------ |
| 2013/14     | Bradford City    | League One      | 8          | 0          | 0          | 1     | 0     | 0     | —              | —              | —              | 9      | 0      | 0      |
| 2014/15     | Bradford City    | League One      | 7          | 0          | 0          | 4     | 0     | 0     | —              | —              | —              | 11     | 0      | 0      |
| Club Totaal | Club Totaal      | Club Totaal     | 15         | 0          | 0          | 5     | 0     | 0     | 0              | 0              | 0              | 20     | 0      | 0      |
| 2014/15     | → Chester        | National League | 14         | 5          | 1          | 0     | 0     | 0     | —              | —              | —              | 14     | 5      | 1      |
| Club Totaal | Club Totaal      | Club Totaal     | 14         | 5          | 1          | 0     | 0     | 0     | 0              | 0              | 0              | 14     | 5      | 1      |
| 2015/16     | Swansea City     | Premier League  | 0          | 0          | 0          | 0     | 0     | 0     | —              | —              | —              | 0      | 0      | 0      |
| Club Totaal | Club Totaal      | Club Totaal     | 0          | 0          | 0          | 0     | 0     | 0     | 0              | 0              | 0              | 0      | 0      | 0      |
| 2015/16     | → Newport County | League Two      | 3          | 3          | 1          | 0     | 0     | 0     | —              | —              | —              | 3      | 3      | 1      |
| Club Totaal | Club Totaal      | Club Totaal     | 3          | 3          | 1          | 0     | 0     | 0     | 0              | 0              | 0              | 3      | 3      | 1      |
| 2015/16     | → Bristol Rovers | League Two      | 5          | 0          | 2          | 0     | 0     | 0     | —              | —              | —              | 5      | 0      | 2      |
| Club Totaal | Club Totaal      | Club Totaal     | 5          | 0          | 2          | 0     | 0     | 0     | 0              | 0              | 0              | 5      | 0      | 2      |
| 2016/17     | Swansea City     | Premier League  | 5          | 0          | 0          | 1     | 2     | 1     | —              | —              | —              | 6      | 2      | 1      |
| 2017/18     | Swansea City     | Premier League  | 11         | 0          | 1          | 1     | 0     | 0     | —              | —              | —              | 12     | 0      | 1      |
| Club Totaal | Club Totaal      | Club Totaal     | 16         | 0          | 1          | 2     | 2     | 1     | 0              | 0              | 0              | 18     | 2      | 2      |
| 2017/18     | → Barnsley       | Championship    | 17         | 9          | 0          | 0     | 0     | 0     | —              | —              | —              | 17     | 9      | 0      |
| Club Totaal | Club Totaal      | Club Totaal     | 17         | 9          | 0          | 0     | 0     | 0     | 0              | 0              | 0              | 17     | 9      | 0      |
| 2018/19     | Swansea City     | Championship    | 42         | 22         | 4          | 2     | 2     | 0     | —              | —              | —              | 44     | 24     | 4      |
| Club Totaal | Club Totaal      | Club Totaal     | 58         | 22         | 5          | 4     | 4     | 1     | 0              | 0              | 0              | 62     | 26     | 6      |
| 2019/20     | Sheffield United | Premier League  | 36         | 6          | 0          | 4     | 0     | 0     | —              | —              | —              | 40     | 6      | 0      |
| 2020/21     | Sheffield United | Premier League  | 23         | 1          | 0          | 2     | 0     | 0     | —              | —              | —              | 25     | 1      | 0      |
| 2021/22     | Sheffield United | Championship    | 28         | 0          | 2          | 2     | 1     | 0     | —              | —              | —              | 30     | 1      | 2      |
| 2022/23     | Sheffield United | Championship    | 38         | 13         | 2          | 3     | 2     | 0     | —              | —              | —              | 41     | 15     | 2      |
| 2023/24     | Sheffield United | Premier League  | 21         | 6          | 3          | 2     | 0     | 0     | —              | —              | —              | 23     | 6      | 3      |
| Club Totaal | Club Totaal      | Club Totaal     | 146        | 26         | 7          | 13    | 3     | 0     | 0              | 0              | 0              | 159    | 29     | 7      |
| TOTAAL      | TOTAAL           | TOTAAL          | 258        | 65         | 16         | 22    | 7     | 1     | 0              | 0              | 0              | 280    | 72     | 17     |

## Interlandcarrière
McBurnie speelde namens Schotland onder 19 onder andere wedstrijden in de kwalificatie voor het EK –19 van 2015 Hij debuteerde op 11 november 2014 in een vriendschappelijke wedstrijd tegen de leeftijdsgenoten van Nederland –19. In 2015 maakte hij voor het eerst zijn opwachting in Jong Schotland. McBurnie maakte op 23 maart 2018 onder leiding van de herintredende bondscoach Alex McLeish zijn debuut in het Schots voetbalelftal, dat toen op Hampden Park met 1-0 verloor van WK-ganger Costa Rica door een treffer van Marco Ureña. Hij moest in dat duel na 77 minuten plaatsmaken voor Matt Phillips. Andere debutanten namens Schotland waren Scott McKenna (Aberdeen), Kevin McDonald (Fulham FC), Jamie Murphy (Rangers) en Scott McTominay (Manchester United).
1 Cillessen ·
2 Park ·
3 Mármol ·
4 Suárez ·
5 J. Muñoz ·
6 González ·
7 Pejiño ·
8 Campaña ·
9 Cardona ·
10 Moleiro ·
11 B. Ramírez ·
12 Loiodice ·
13 Horkaš ·
14 Fuster ·
15 McKenna ·
16 McBurnie ·
17 Mata ·
18 Rozada ·
19 S. Ramírez ·
20 Rodríguez  ·
21 Gil ·
22 Sinkgraven ·
23 Á. Muñoz ·
24 Januzaj ·
25 Valles ·
28 Herzog ·
29 Essugo ·
37 Silva ·
Coach: Carrión
· Assistent-coach: Cisma